# Sinus Asperitatis
Sinus Asperitatis (en llatí, "Badia de l'Aspror") és una badia lunar que s'estén a la zona sud de la Mare Tranquillitatis, aconseguint la connexió amb la Mare Nectaris al sud-est. Està envoltat al llarg dels seus costats occidental i oriental per regions continentals de terreny irregular. Les seves coordenades selenogràfiques són 3,8° de latitud sud i 27,4° de longitud aquest. Té un diàmetre de 206 km.
En la part nord d'aquest mare es troba el petit cràter Torricelli, i en el seu costat sud apareixen dos cràters prominents, Teòfil i Ciril. A la frontera entre el Sinus Asperitatis i la Mare Nectaris es troba el cràter Mädler.
El seu nom va ser adoptat per la UAI en 1976.